# Sesleria albicans
Sesleria albicans är en gräsart som beskrevs av Pál Kitaibel. Sesleria albicans ingår i släktet älväxingar, och familjen gräs. Inga underarter finns listade i Catalogue of Life.

## Bildgalleri

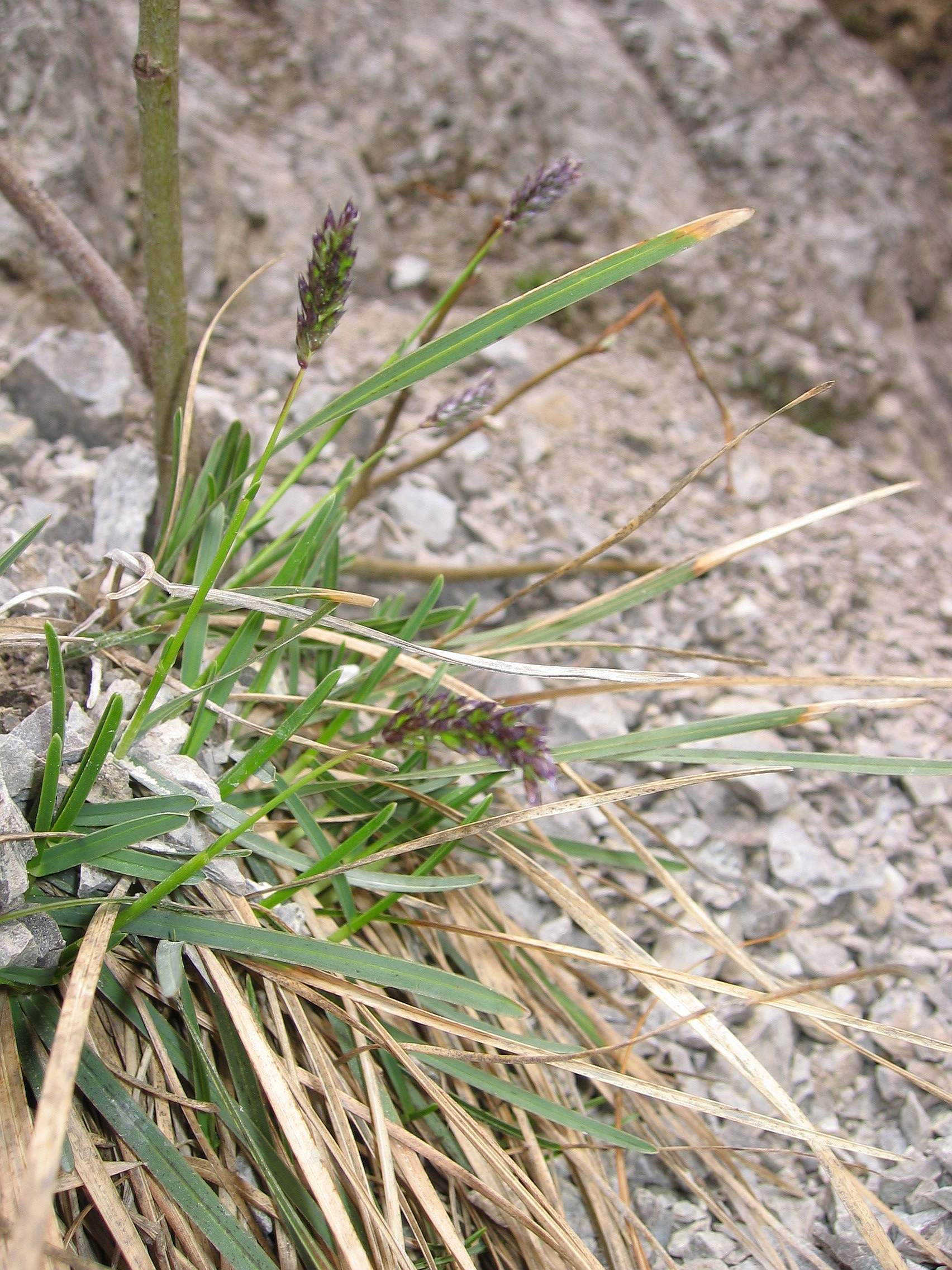
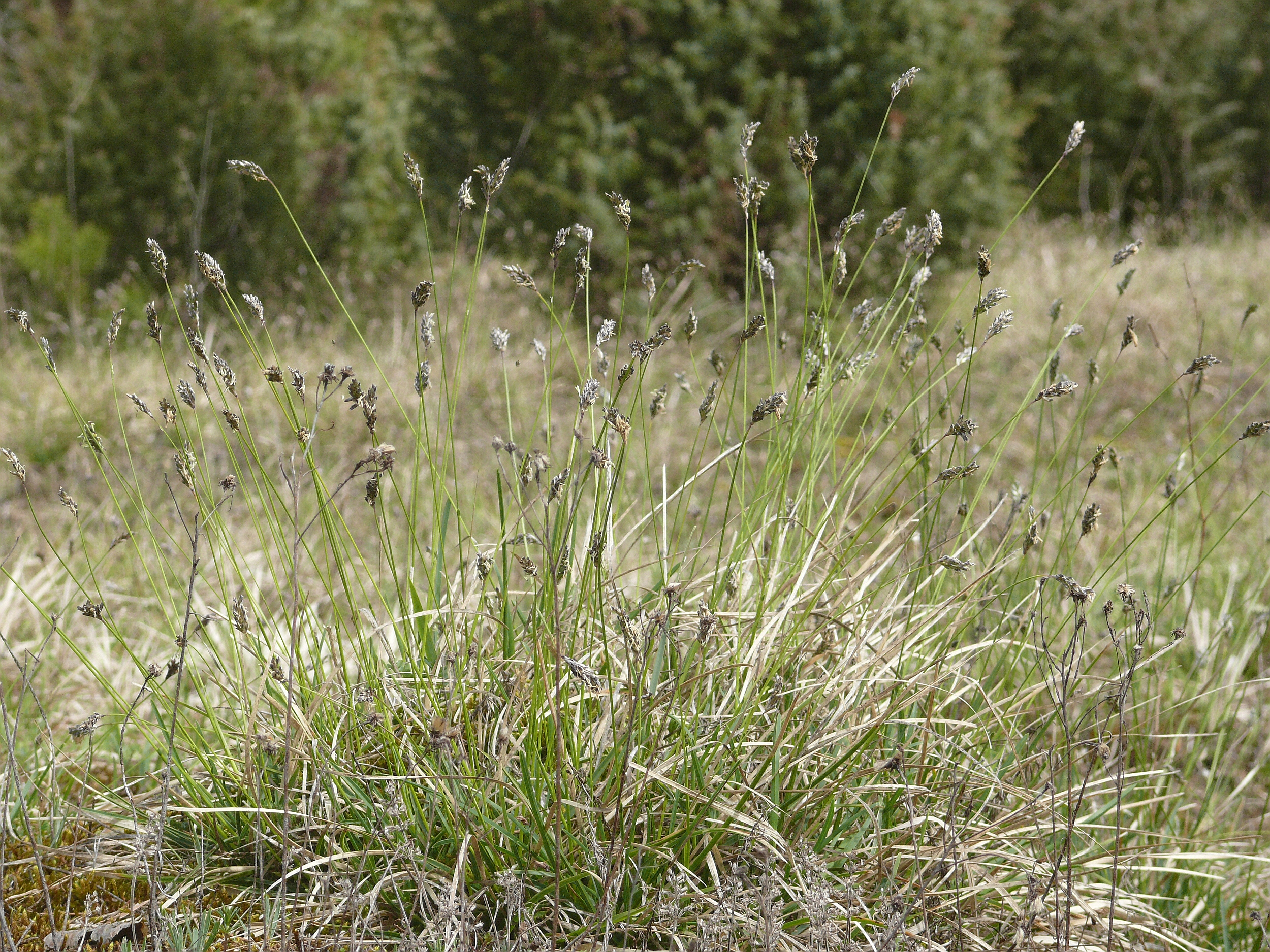
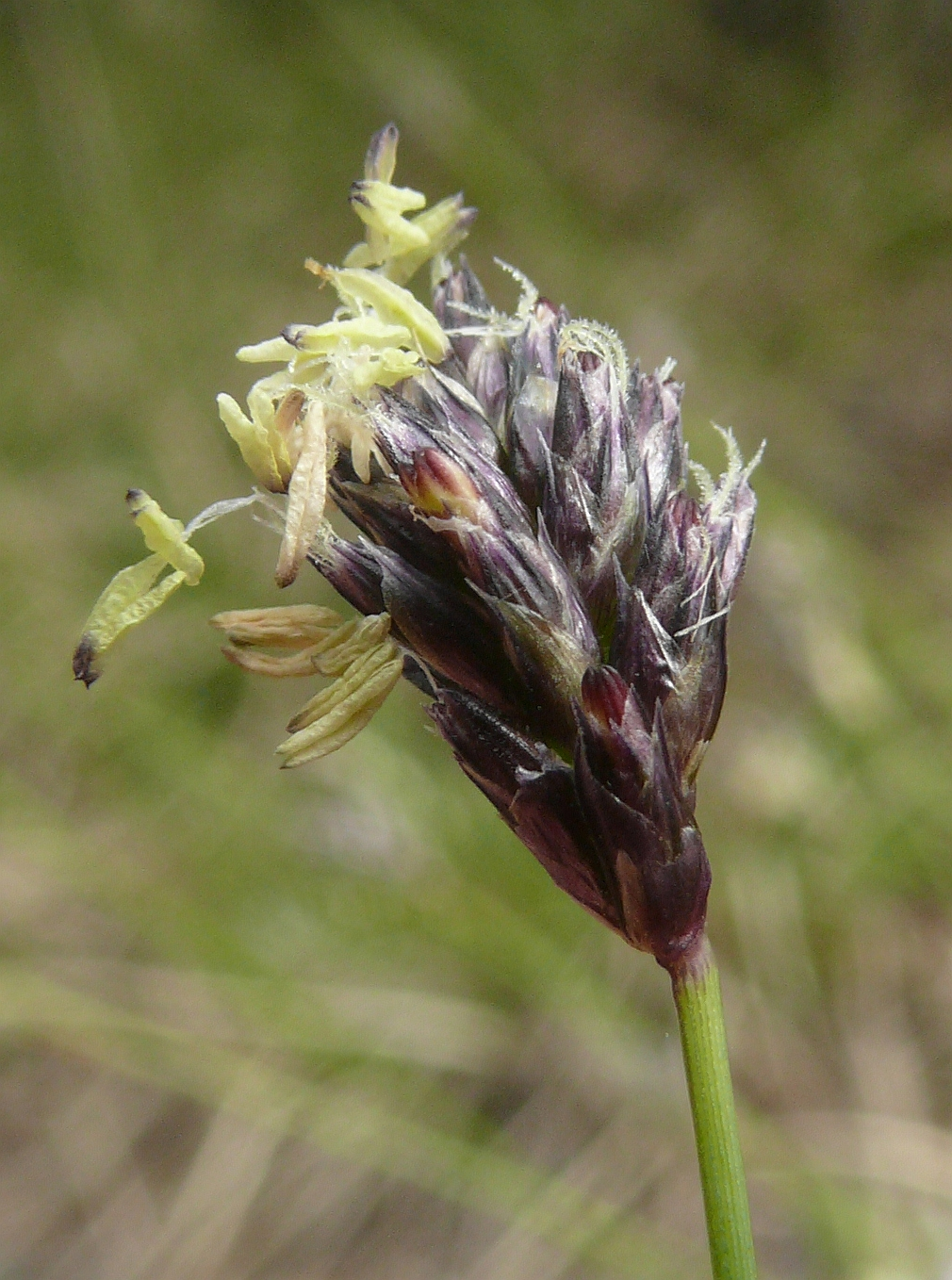
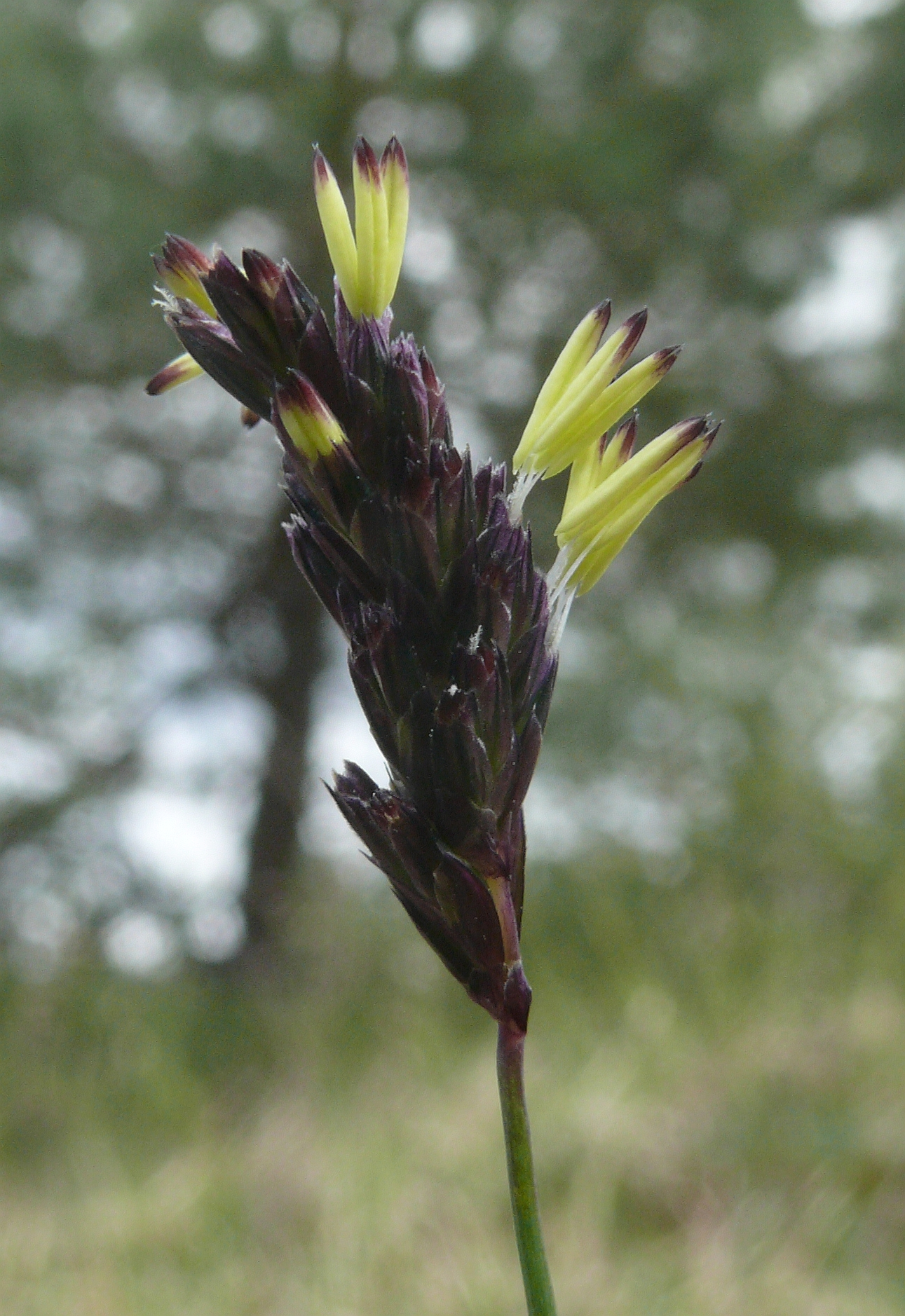
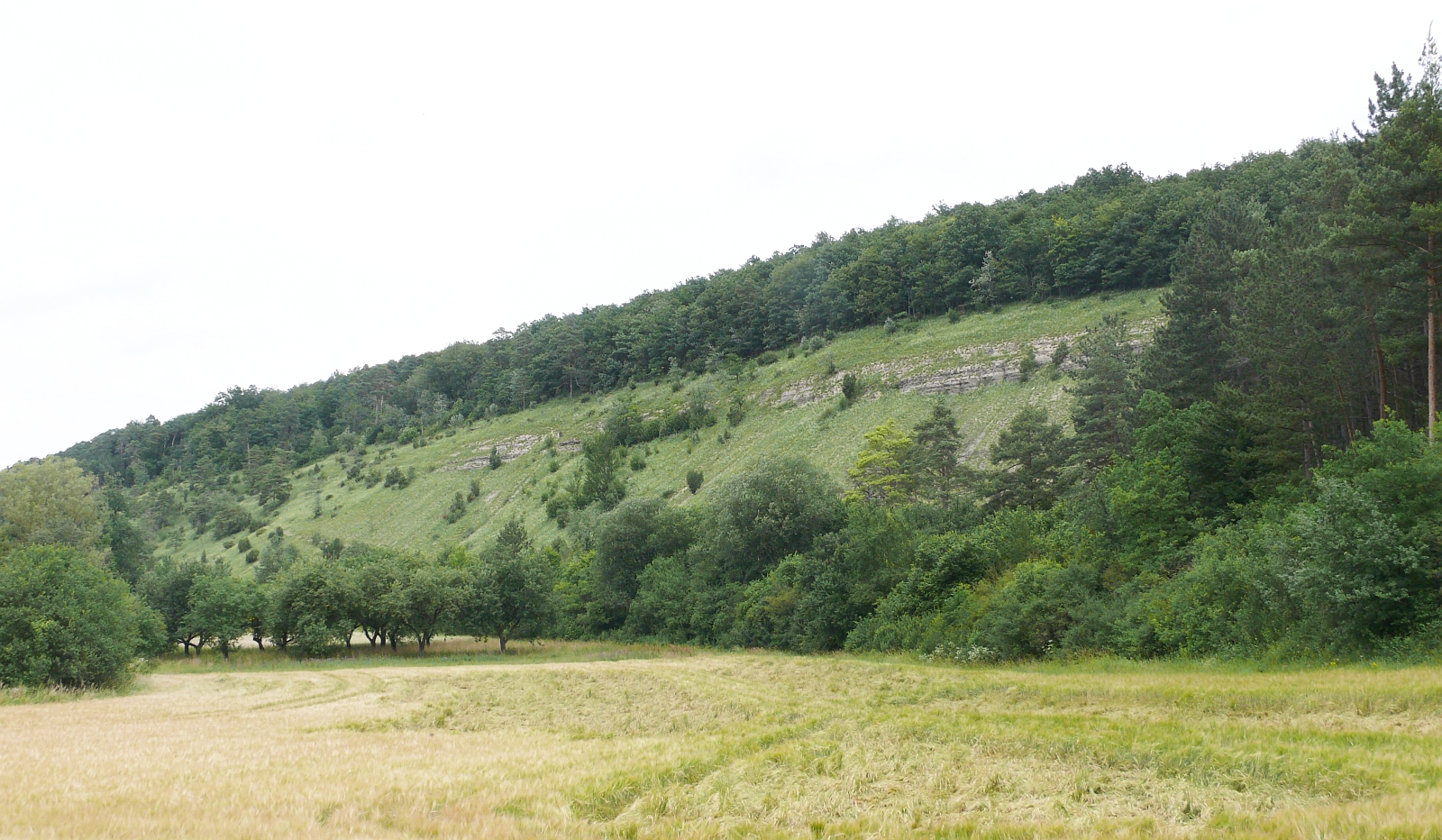
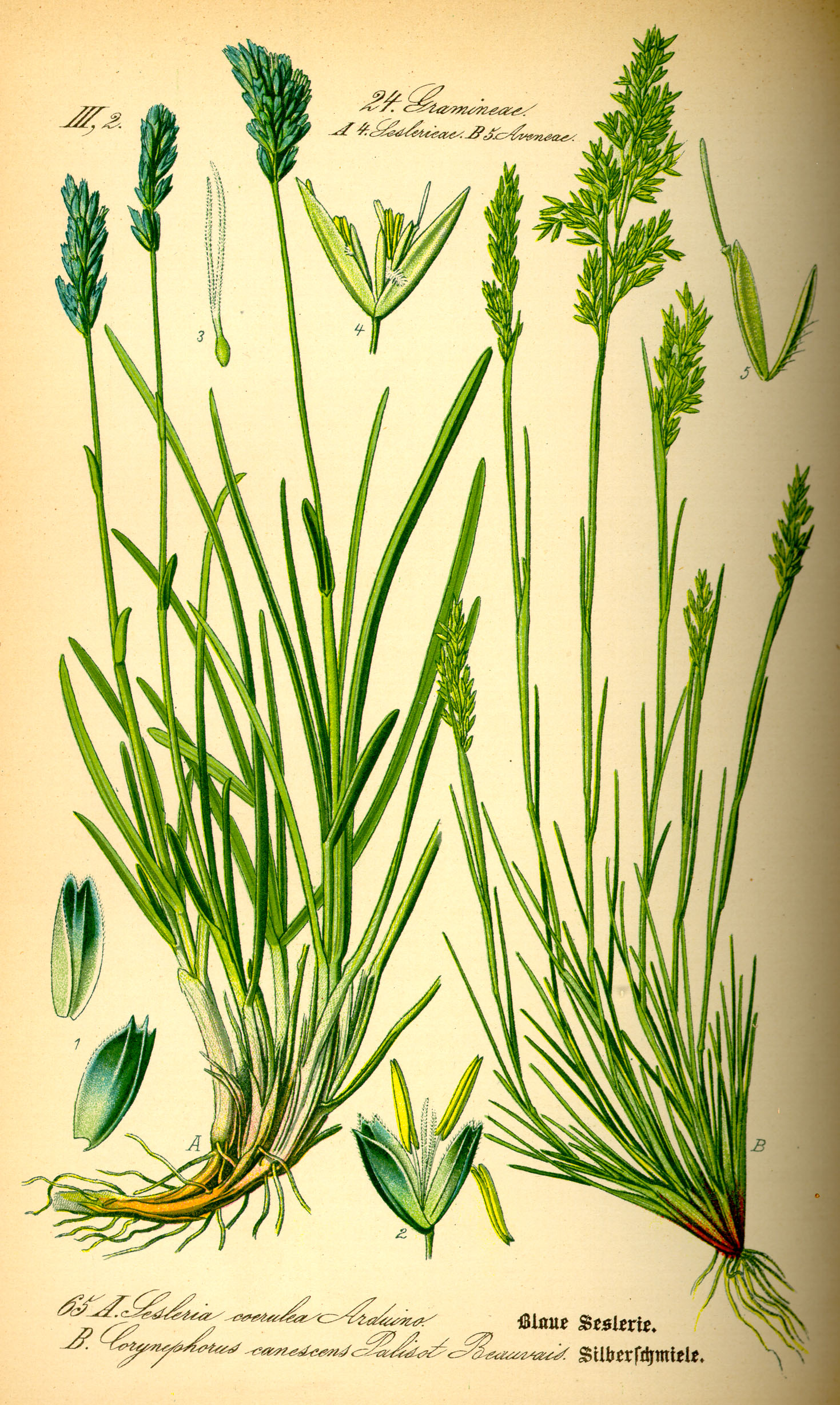